# Мотла-Дешт
Мотла-Дешт (перс. متلادشت) — село в Ірані, у дегестані Чубар, у бахші Хавік, шагрестані Талеш остану Ґілян. За даними перепису 2006 року, його населення становило 97 осіб, що проживали у складі 24 сімей.